# Bisdom Lwena
Het bisdom Lwena (Latijn: Dioecesis Lvenana) is een rooms-katholiek bisdom met als zetel Luena, in Angola. Het bisdom is suffragaan aan het aartsbisdom Saurimo. 

## Geschiedenis
Het bisdom werd opgericht op 1 juli 1963, als het bisdom Luso, uit delen van het bisdom Silva Porto, en was suffragaan aan het aartsbisdom Luanda. Op 3 februari 1977 veranderde het van kerkprovincie en werd suffragaan aan het nieuw verheven aartsbisdom Huambo. Op 16 mei 1979 veranderde het van naam naar bisdom Lwena. Op 12 april 2011 veranderde het van kerkprovincie en werd suffragaan aan het nieuw verheven aartsbisdom Saurimo.  

## Parochies
Het bisdom had in 2021 een oppervlakte van 223.000 km2 en telde 539.200 inwoners waarvan 24,1% rooms-katholiek was.

## Bisschoppen
- Francisco Esteves Dias (1 juli 1963 - 13 april 1976)
- José Próspero da Ascensão Puaty (3 februari 1977 - 7 juni 2000)
- Gabriel Mbilingi (7 juni 2000 - 11 december 2006; coadjutor sinds 15 oktober 1999)
- Jesús Tirso Blanco (26 november 2007 - 22 februari 2022)
- Martín Lasarte Topolansky (1 juli 2023 - heden)